# Lenaert Jansz de Graeff
Pour les articles homonymes, voir Graeff.
Lenart Jansz de Graeff (Amsterdam, 1525/30 – avant 1578) était un patriote hollandais au début du soulèvement contre l'Espagne (Révolte des Gueux). Il était un ami et assistant de Heinrich von Brederode,, le chef des Gueux. Les ouvrages historiques, en particulier les ouvrages d'histoire militaire, décrivent De Graeff avec Guillaume II de La Marck et Willem Bloys van Treslong comme l'un des principaux les Gueux de mer,.

## Biographie
Né en 1525/30 au sein des de Graeff, famille aristocratique d'Amsterdam, fils de Jan Pietersz Graeff et frère de Stein Braseman. De Graeff influence sur la Réforme protestante d'Amsterdam, et vice-capitaine-général d'Amsterdam pour s'opposer à la tyrannie des Espagnols et était capitaine des Gueux de la mer. Lenaert Jansz de Graeff pour s'opposer à la tyrannie du Charles de Brimeu et duc d'Albe en collaboration étroite avec son frère Diederik Jansz Graeff. En 1567, de Graeff entre au conseil des troubles.
En 1572, aidés par la flotte anglaise, les Gueux de mer permirent à Guillaume II de la Marck, Willem Bloys van Treslong et De Graeff de remporter certains succès militaires décisifs contre les Espagnols, notamment la prise de Den Briel,,,.
L'auteur néerlandais Jaap van de Wal a décrit son personnage dans le roman historique De erfnis van de Grote Geus.